# Xã Rosefield, Quận Peoria, Illinois
Xã Rosefield (tiếng Anh: Rosefield Township) là một xã thuộc quận Peoria, tiểu bang Illinois, Hoa Kỳ. Năm 2010, dân số của xã này là 1.217 người.